# Rombergpark-Lücklemberg
Rombergpark-Lücklemberg, Dortmund-Rombergpark-Lücklemberg – dzielnica miasta Dortmund w Niemczech, w kraju związkowym Nadrenia Północna-Westfalia, w okręgu administracyjnym Hombruch.